# 35.º governo da Monarquia Constitucional
O 35.º governo da Monarquia Constitucional, ou 1.º governo do Rotativismo, e o 14.º desde a Regeneração, nomeado a 5 de março de 1877 e exonerado a 29 de janeiro de 1878, foi presidido pelo marquês de Ávila.
A sua constituição era a seguinte:
| Cargo                                                                                 | Detentor | Detentor                                                | Período                                        |
| ------------------------------------------------------------------------------------- | -------- | ------------------------------------------------------- | ---------------------------------------------- |
| Presidente do Conselho de Ministros                                                   |          | Marquês de Ávila (1807–1881)                            | 5 de março de 1877 a 29 de janeiro de 1878     |
| Ministro e Secretário de Estado dos Negócios do Reino                                 |          | Marquês de Ávila (1807–1881)                            | 5 de março de 1877 a 29 de janeiro de 1878     |
| Ministro e Secretário de Estado dos Negócios Eclesiásticos e de Justiça               |          | José de Sande Magalhães Mexia (1816–1893)               | 5 de março de 1877 a 29 de janeiro de 1878     |
| Ministro e Secretário de Estado dos Negócios da Fazenda                               |          | Carlos Bento da Silva (1812–1891)                       | 5 de março de 1877 a 10 de setembro de 1877    |
| Ministro e Secretário de Estado dos Negócios da Fazenda                               |          | José de Melo Gouveia (interino) (1815–1893)             | 10 de setembro de 1877 a 29 de janeiro de 1878 |
| Ministro e Secretário de Estado dos Negócios da Guerra                                |          | António Florêncio de Sousa Pinto (interino) (1819–1890) | 5 de março de 1877 a 29 de janeiro de 1878     |
| Ministro e Secretário de Estado dos Negócios da Marinha e Ultramar                    |          | José de Melo Gouveia (1815–1893)                        | 5 de março de 1877 a 29 de janeiro de 1878     |
| Ministro e Secretário de Estado dos Negócios Estrangeiros                             |          | Marquês de Ávila (interino) (1807–1881)                 | 5 de março de 1877 a 29 de janeiro de 1878     |
| Ministro e Secretário de Estado dos Negócios das Obras Públicas, Comércio e Indústria |          | João de Barros e Cunha (1827–1882)                      | 5 de março de 1877 a 29 de janeiro de 1878     |